# Kolofon jerozolimski
Kolofon jerozolimski – kolofon występujący w wielu rękopisach biblijnych, przede wszystkim minuskułowych. Zawierają go kodeksy: Λ (039), 20, 157, 164, 215, 262, 300, 376, 428, 565, 686, 718, 1071, 1118, 1121, 1124, 1187, 1198, 1355, 1422, 1521, 1545, 1555, 1682, 2145, 2245. Jakkolwiek część z nich stosuje kolofon tylko przy niektórych księgach, inne zaś grupach ksiąg (np. cztery Ewangelie). Kolofon informuje: „skopiowane i skorygowane ze starożytnych rękopisów z Jerozolimy przechowanych na górze świętej”. Wśród biblistów przeważa opinia, że „góra święta” oznacza górę Athos, Kirsopp Lake jednak uważał, że chodzi o górę Synaj, natomiast Gregory – górę Syjon w Jerozolimie. Obecność kolofonu była traktowana – przez zwolenników tekstu bizantyjskiego – jako dowód na to, że tekst danej księgi ma starożytne pochodzenie, a tekst jest autentyczny, jednak pomiędzy niektórymi rękopisami – np. Λ (039), 164, 262 – zachodzą tak wielkie różnice, że przynajmniej w niektórych przypadkach kolofon przepisywano niezależnie od tekstu. Kolofon miał jedynie uwiarygodnić tekst. Znaczenie kolofonu omówił Kirsopp Lake.
Większość zawierających kolofon jerozolimski rękopisów przekazuje tekst wedle bizantyjskiej tradycji.

## Literatura
- K. Aland i B. Aland, Der Text des Neuen Testaments, Deutsche Bibelgesellschaft, Stuttgart 1989.
- Bruce M. Metzger, Bart D. Ehrman: The Text of the New Testament: Its Transmission, Corruption and Restoration. New York - Oxford: Oxford University Press, 2005, s. 88-89. ISBN 978-0-19-516122-9.